# شرو (قيلاب)
شرو (بالفارسية: شرو) هي قرية تقع في قسم قيلاب الريفي، بمقاطعة أنديمشك التابعة لمحافظة خوزستان، إيران. يقدر عدد سكانها بـ 19 نسمة حسب الإحصاء السكاني الذي تمّ في عام 2006.